# Emilio Ratti
Padre Emilio Ratti (Follo, 19 gennaio 1939) è un medico, presbitero e missionario italiano.

## Biografia
Nato a Piana Battolla, frazione di Follo, in provincia della Spezia, entra nel collegio dei frati minori francescani, studia per quattro anni teologia in Germania e,  ordinato sacerdote, continua gli studi laureandosi in biologia all’Università di Genova. Ritorna in Germania per approfondire i suoi studi di naturopatia e di iridologia, alle scuole di Ettlingen, Wetzlar, Usslar, Solingen, frequentando le lezioni di Deck, Angerer e Anton Markgraf, in Italia di Siegfried Rizzi e di altri importanti autori della scuola francese; dopo aver affiancato il professor Markgraf dal 1998, alla sua morte diventa presidente dell'Associazione Iridologica Italiana, scienza che pratica per alcuni anni in Italia, iscrivendosi poi  a medicina e laureandosi nel 1990 all’università di Genova.
All'inizio del 2000, senza più vincoli familiari, decide di diventare medico missionario in Africa conseguendo la specializzazione in medicina tropicale a Lione poco prima della partenza. Dopo alcuni anni nella missione francescana in Burundi, passa nella vicina Repubblica Democratica del Congo, sulle alte montagne che dividono questi due stati, in un dispensario, che serviva un ampio territorio, spesso privo di medico.

## Opere[3]
- ...Fiori ed erbe benedite il Signore..., 1988
- Le piante del Signore, 1990
- L'Iride Specchio del Bilancio Acido - Base, 1996
- Ansia Depressione Insonnia dall'Iride, 1997
- Iridologia - L'Occhio Specchio del Corpo e della Mente, 2005
- Iridologia - Atlante Illustrato e Commentato, 2014